# Tejido de Paracas

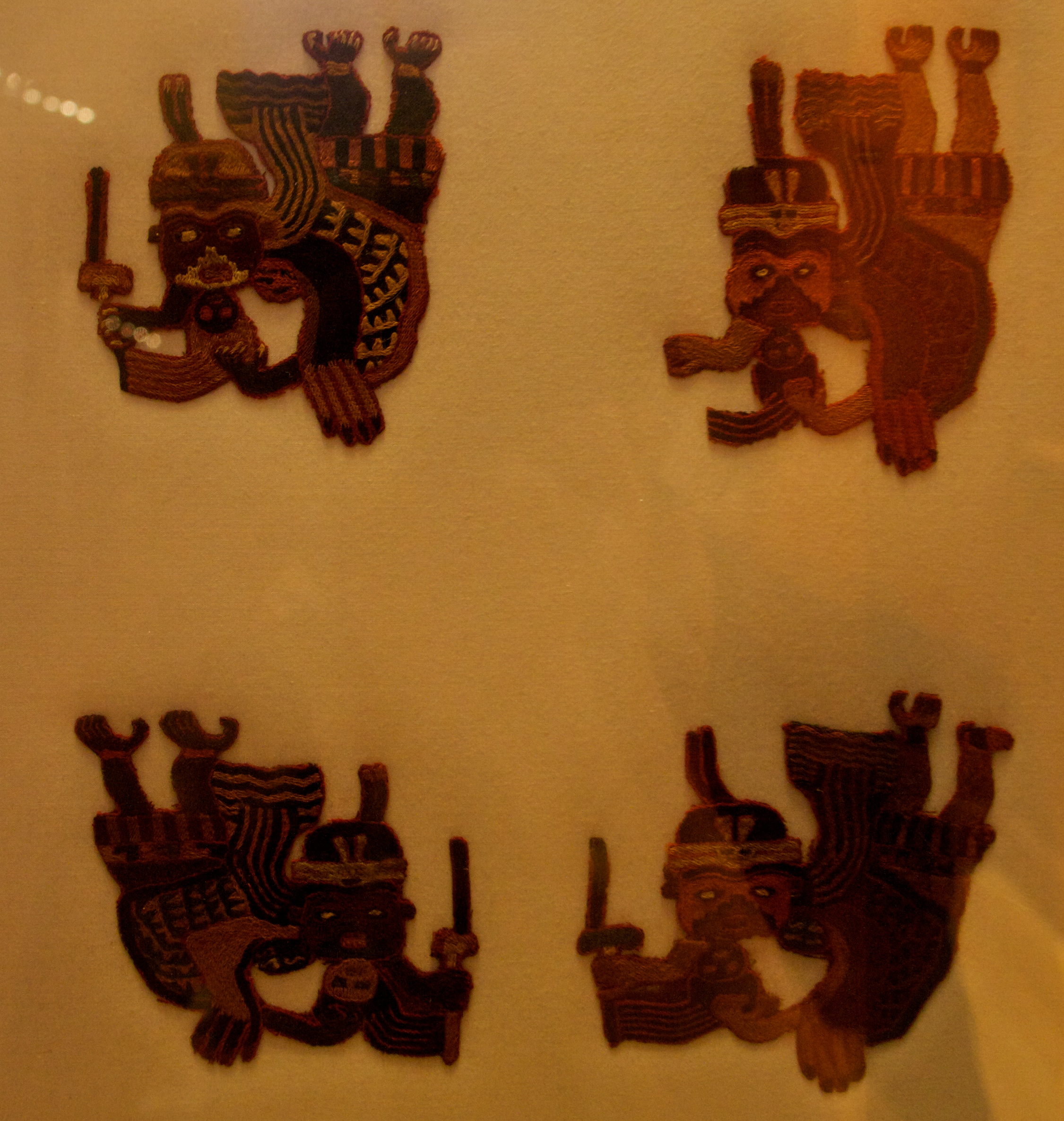
Tejido de Paracas, lana y algodón, 300–200 a. C., descubierto en Perú.

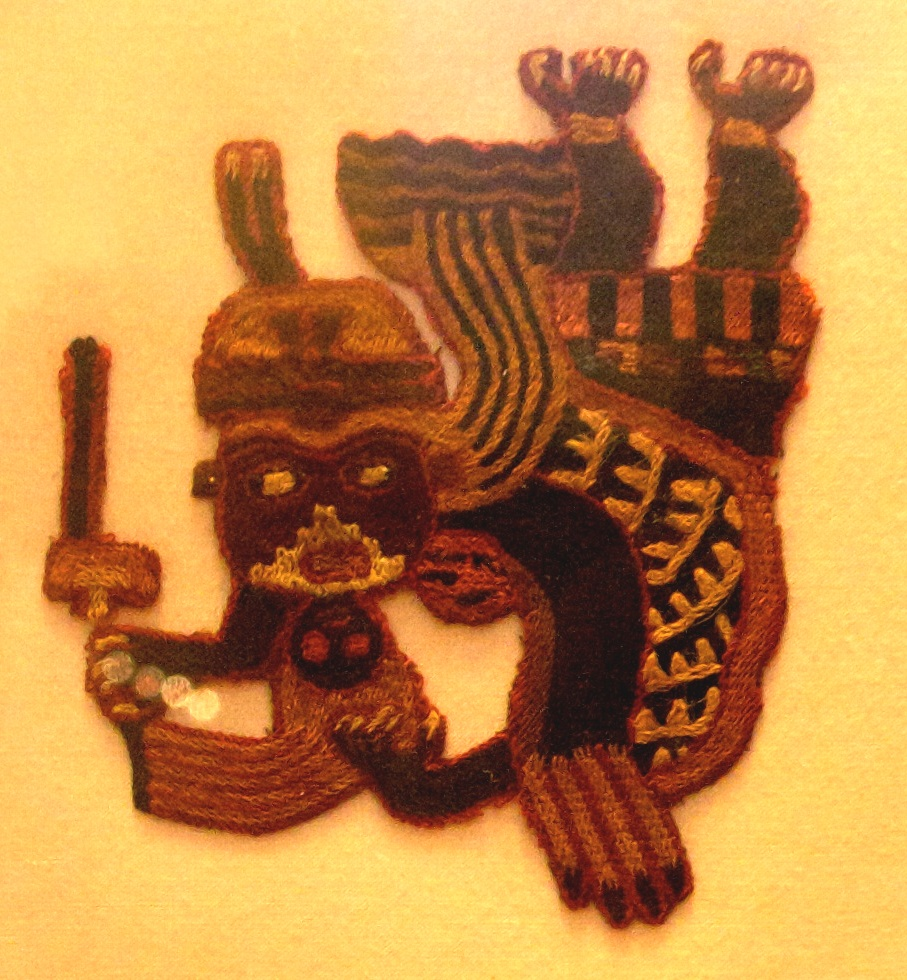
Detalle de un chamán que muestra daga y cabeza.

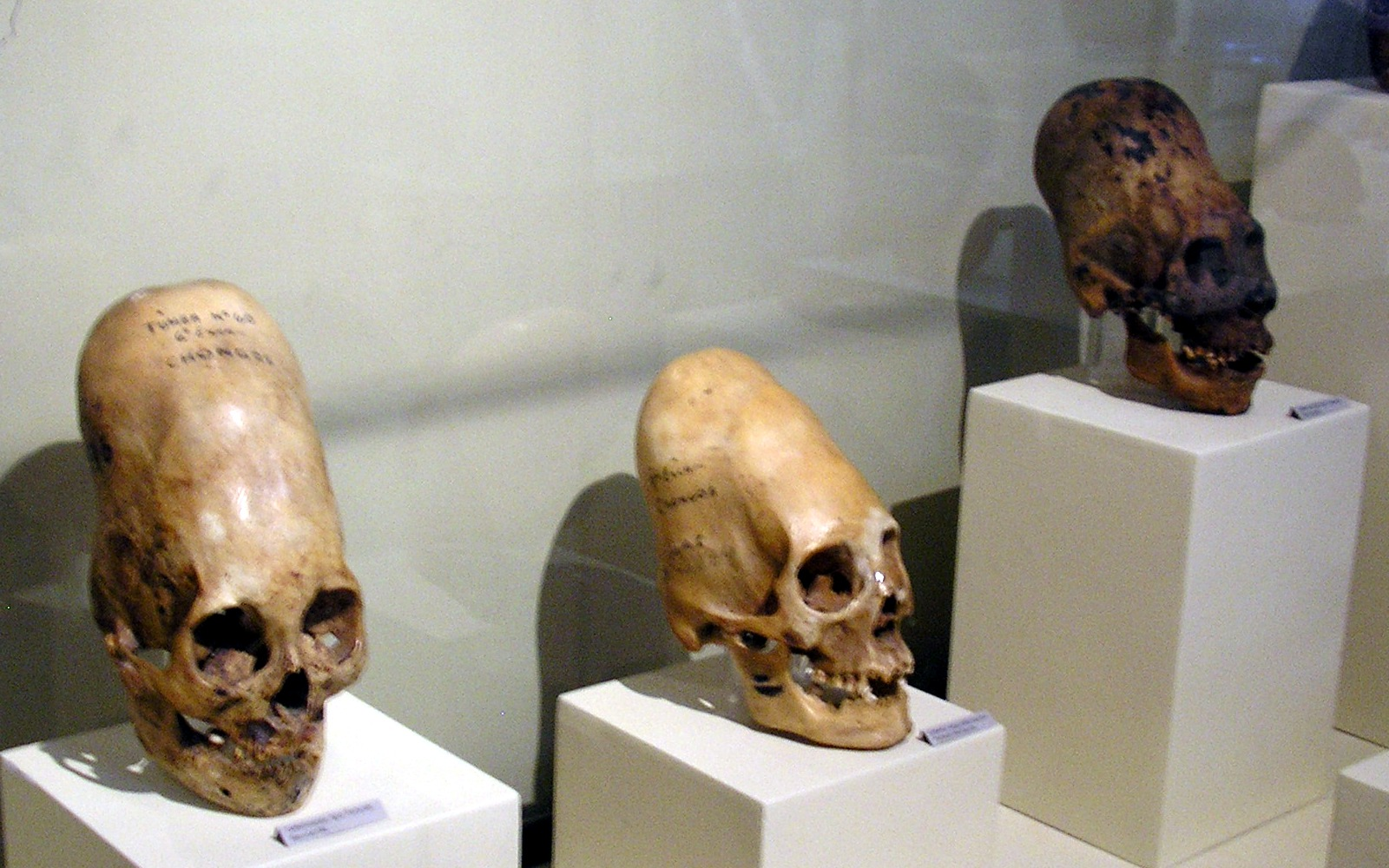
La muestra del Museo Regional de Ica incluye tanto cráneos como tejidos.

Los tejidos de Paracas se encontraron en una necrópolis en Perú en la década de 1920. La necrópolis albergaba 420 cuerpos que habían sido momificados y envueltos en telas bordadas en 200–300 a. C. Los ejemplos en el Museo Británico muestran chamanes volando que sostienen cabezas cortadas por su pelo.

## Descripción
Estos tejidos los hicieron pueblos sudamericanos antes del auge de imperio del Tahuantinsuyo (Incas). Tienen colores vivos y muestran evidencia tanto de diseño como de estilo. El tema de estas imágenes son criaturas sobrenaturales o chamanes, quienes sostienen con sus manos cabezas humanas cortadas mientras sus alas los transportan como pájaros. Puede que se pretendiera representarlas como los espíritus las llevan al otro mundo o que estas figuras representen los espíritus mismos.
El pueblo que creó estos tejidos tenía una sociedad compleja. Hay evidencias de cerámica, pesca y agricultura. Había artesanos que podían hacer cuchillos de obsidiana y joyería de oro, así como comprender todas las complejidades de tejer.

## Confección
Los tejidos se fabricaron con algodón y lana. Se cree que la lana es de fibra de alpaca o llama. Se tiñeron con tintes naturales que, contra lo que se esperaba, mantuvieron su color durante más de dos mil años. La conservación de los colores se atribuye a las condiciones de aridez con la falta de daño que usualmente causaría la luz solar, estos tintes eran fabricados con plantas y minerales resultando más de 190 tonalidades de verdes, rojos, amarillos, marrones, etc.
Los fragmentos menores ilustrados aquí han sido tomados de grandes piezas de tela que se usaban para envolver los cuerpos de los muertos. Estas telas llegaban a los 34 metros y habrían requerido una significativa organización de gente para realizarlos. Los cuerpos se encontraron en grupos de 40 o 50, como si fueran criptas familiares que han sido usadas por varias generaciones.
Una de las excepcionales cualidades de los cráneos que se encontraron es que muchos de ellos han sido distorsionados de maneras poco habituales. Esto se hacía en el primer mes de vida, cuando el cráneo era más maleable, la cabeza del niño era presionada con placas de madera pudiendo ser aun envasadas de tejido. Este aparato se mantenía de seis meses hasta los 2 años de edad. Se supone que la práctica que hacia para que sirva como rito de distinción del individuo en su grupo social para el liderazgo, magia, o ambas. Otras distorsiones se deben al proceso de trepanación en los lugares en que se perforaron agujeros en los cráneos de personas vivas. Un examen de estos agujeros muestra que habían curado y que los pacientes no murieron cuando este proceso se aplicó. Museos en Perú como el Museo Regional de Ica muestran tanto los cráneos y como los tejidos que se encontraban alrededor de ellos.

## Procedencia
La textilería es uno de los productos más destacados de la cultura paracas. Las tumbas halladas en Cerro Colorado («Paracas Cavernas») constituyen la fuente principal de donde provienen las muestras del arte textil paracas. Están confeccionadas con algodón (blanco y pardo oscuro) y con lana de camélidos. A modo de complemento, se usaban pelos humanos y fibras vegetales. 
Se teñían los hilos con sustancias de diversos colores. También coloreaban las telas después de su confección. Otra técnica de decoración fue el bordado, aunque esta se realizaría más profusamente y con resultados más espléndidos en Paracas Necrópolis.
En cuanto a las figuras decorativas, estas representan seres míticos y motivos simbólicos, generalmente en formas geométricas de estilo rígido, pero todo realizado con gran sentido artístico. En especial, una figura se repite constantemente: el denominado Ser Oculado, representado en cuerpo entero o solo su cabeza. Tiene los ojos desorbitados, la boca felina y el cuerpo cubierto de símbolos que a veces se desprenden y cobran vida.
Sin embargo, no hay duda de que los mantos o tejidos más esplendorosos corresponden a Paracas-Necrópolis, aunque esta pertenece en realidad a la cultura Topará.
La necrópolis de la que procede el tejido de Paracas fue descubierta por Julio C. Tello en los años veinte. Tello visitó por primera vez el yacimiento el 26 de julio de 1925, siguiendo un sendero que había comenzado en 1915, cuando compró tejidos antiguos en Pisco. El 25 de octubre de 1927, Tello y su equipo descubrieron los primeros de cientos de enterramientos ceremoniales en grupos momificados. Tello descubrió una necrópolis que contenía cuerpos que estaban sentados en cestos. Alrededor de cada uno de los cuerpos había amplias telas que incluían mucho algodón tejido, que estaba decorado con bordados de lana.
Se construyó un museo a propósito cerca de Paracas, a petición del presidente Óscar R. Benavides, quien en agosto de 1938 autorizó a Tello a construir un museo para albergar los 380 tejidos que él y su equipo habían conservado. Pudieron exponer más de 180 tejidos. Para su conservación, se obtuvieron fondos de la Fundación Rockefeller.
El bordado ilustrado aquí son fragmentos de una gran pieza de tejido que se cortaron antes de ser adquiridos por el Museo Británico. Hoy estos sólo se muestran en condiciones limitadas de luz, donde están fuertemente sujetos al material soporte, junto con metacrilato. En 1928, comenzaron a recortarlas para salvaguardarlas!.

## Una historia del mundo
Las imágenes de estos tejidos del Museo Británico fueron elegidas como uno de los cien objetos del programa radiofónico Una historia del mundo en cien objetos, que empezó en el 2010 y que se creó con la colaboración entre la BBC y el propio museo.